# Maximiliano R. López
Maximiliano R. López är en ort i Mexiko.   Den ligger i kommunen Guasave och delstaten Sinaloa, i den västra delen av landet, 1 200 km nordväst om huvudstaden Mexico City. Maximiliano R. López ligger 8 meter över havet och antalet invånare är 381.
Terrängen runt Maximiliano R. López är mycket platt. Runt Maximiliano R. López är det ganska tätbefolkat, med 100 invånare per kvadratkilometer. Närmaste större samhälle är Guasave, 19,9 km nordost om Maximiliano R. López. Omgivningarna runt Maximiliano R. López är i huvudsak ett öppet busklandskap.